# Marius Popa
Marius Popa est un footballeur roumain né le 31 juillet 1978 à Oradea. Il évolue au poste de gardien de but.

## Carrière
| Saison    | Club                  | Matches | Buts |
| --------- | --------------------- | ------- | ---- |
| 1997-2000 | FC Bihor Oradea       | 34      | 0    |
| 2000-2005 | National Bucarest     | 46      | 0    |
| 2005-     | Politehnica Timișoara | 98      | 0    |

## Sélections
- 2 sélections et 0 but avec l'Équipe de Roumanie de football depuis 2008